# Jambon de Reims
Le jambon de Reims est un type de jambon désossé, c'est une spécialité culinaire de la ville de Reims. 

## Élaboration
Le jambon de Reims est travaillé à partir d’épaule et/ou palette de porc désossée, qui est ensuite cuite dans un bouillon spécial puis moulée dans un plat à terrine. Sa surface est marbrée et chapelurée. La coupe présente des morceaux de viande assemblés qui sont ensuite compressés et moulés. Le jambon peut être servi en blocs rectangulaires ou directement dans son moule.

## Modes de consommation
Ce jambon se consomme froid en entrée ou en salade, présenté souvent sous forme de tranche à la manière d'une terrine. Il peut aussi se découper en dés pour l’apéritif.